# Triumph Legend TT
La Legend TT est un modèle de moto construit par la firme britannique Triumph.
La Legend TT apparaît en concession en juin 1998 et sera retirée du catalogue en 2001. Elle représente le modèle d'entrée de gamme de la marque, la 750 Trident tirant sa révérence fin 1998.
La Legend TT est conçu d'après une base de Thunderbird dont on a retiré quelques accessoires. Le moteur reste le trois cylindres en ligne de 885 cm³, légèrement dégonflé pour offrir la puissance de 65 chevaux à 8 000 tr/min. Il reçoit une finition époxy noir.

À l'instar de la T-Bird Sport, la Legent TT reçoit des jantes de 17 pouces à l'avant et à l'arrière.

Le freinage est assuré, comme sur la Thunderbird par de simples disques à l'avant et à l'arrière, respectivement de 320 et 285 mm de diamètre, pincés par des étriers Nissin à deux pistons.
Elle est disponible en trois coloris : Cardinal Red, Imperial Green et Obsidian Black.
Elle est également proposée avec un kit 34 chevaux pour les jeunes permis.